# Rezé
Rezé (Breton: Reudied, tiếng Gallo: Rezae) là một xã thuộc tỉnh Loire-Atlantique, trong vùng Pays de la Loire ở phía tây nước Pháp. Xã này nằm ở khu vực có độ cao trung bình 8 mét trên mực nước biển. Theo điều tra dân số năm 2005 của INSEE, xã có dân số 3720 người.

## Dân số
| Năm    | 1801 | 1866 | 1921   | 1936   | 1954   | 1962   | 1968   | 1975   | 1982   | 1990   | 1999   | 2005   |
| ------ | ---- | ---- | ------ | ------ | ------ | ------ | ------ | ------ | ------ | ------ | ------ | ------ |
| Dân số | 3519 | 7423 | 10,368 | 13,499 | 19,000 | 28,276 | 33,509 | 35,730 | 33,562 | 33,262 | 35,478 | 37,200 |

(residents of multiple communes only counted once since 1962)

Source: http://www.insee.fr/fr/ffc/docs_ffc/psdc.htm and http://www.culture.cg44.fr/Archives/fonds/presentationfonds.html Lưu trữ ngày 21 tháng 11 năm 2008 tại Wayback Machine

## Liêt kết ngoàis
- Official website (tiếng Pháp)